# Don't Hang Up
Don't Hang Up (Brasil: Não Desligue ) é um filme britânico de terror e suspense de 2016 escrito por Joe Johnson e dirigido por Alexis Wajsbrot e Damien Macé. O filme é estrelado por Gregg Sulkin, Garrett Clayton, Sienna Guillory e Bella Dayne. O filme teve sua estreia internacional em 4 de junho de 2016 no Festival de Cinema de Los Angeles e foi lançado nos cinemas dos Estados Unidos em 10 de fevereiro de 2017.

## Sinopse
Os brincalhões adolescentes Brady Mannion, Sam Fuller, Jeff Mosley e Roy, também conhecido como “PrankMonkey69”, conseguem convencer a Sra. Kolbein de que um intruso está em sua casa e sua filha está em perigo. O vídeo da pegadinha se tornou viral e os meninos se tornaram conhecidos no YouTube.
Com Sam sozinho em casa no fim de semana, Brady chega e os dois fazem mais trotes telefônicos. Uma de suas pegadinhas envolve pedir uma pizza para Larry, o vizinho de Sam. Jeff, que entrega a pizza na loja onde trabalha com Peyton, fica chateado com seus amigos por envolvê-lo na pegadinha.
Um homem misterioso que se identifica como o Sr. Lee começa a ligar repetidamente para os meninos, insistindo que eles não desliguem na cara dele. Sam e Brady são inicialmente indiferentes até que o Sr. Lee revela que conhece seus nomes, endereços e detalhes íntimos de suas vidas. Peyton entrega uma pizza que Sam e Brady não pediram. Peyton revela que Jeff desapareceu após a brincadeira anterior. Sam e Peyton têm uma conversa desconfortável sobre seu relacionamento antes de Peyton partir. O Sr. Lee começa a enviar mensagens de texto para Sam e Brady, além de ligar. O vídeo que ele envia revela que Lee está mantendo os pais de Brady como reféns na residência Mannion. O Sr. Lee impede os meninos de ligar para o 911, sequestrando suas linhas de telefone celular. Ele também controla a energia elétrica da casa. Um feed de vídeo mostra o Sr. mascarado Lee sufocando Roy até a morte com um saco plástico amarrado em sua cabeça. Sam encontra Jeff igualmente amarrado com um saco plástico e amarrado na porta dos fundos. Jeff morre logo depois que Sam o solta.
Enquanto Sam está fora, o Sr. Lee faz uma oferta a Brady para matar Sam em troca da liberdade de seus pais. O Sr. Lee envia imagens mostrando que ele capturou Peyton. Sam deduz que Brady teve uma conversa particular com o Sr. Lee, levando a uma briga entre os dois. Brady fica inconsciente. O Sr. Lee mostra a Sam imagens ao vivo de Peyton mantido prisioneiro. Ele promete deixar Peyton ir se Sam matar Brady. Sam restringe Brady prendendo seu pulso ao corrimão com um zíper para impedi-lo de sair. Uma pista da imagem de uma criança e do nome Izzy leva Sam a verificar um pedido de amizade de mídia social anteriormente ignorado. O relato do Izzy revela que o Sr. Lee vinha perseguindo os brincalhões há mais de um ano. Sam também encontra um vídeo de sexo revelando que Brady estava dormindo com Peyton. Sam bate em Brady novamente. Sam percebe por um relógio ao fundo que o vídeo dos pais de Brady está duas horas atrasado em relação ao horário atual. Sam liberta Brady. Novo vídeo mostra que o Sr. Lee já matou os pais de Brady. Acreditando que Peyton provavelmente também está morta, os meninos planejam escapar e entrar em contato com as autoridades. No entanto, uma vez que Sam está fora, Brady tranca a porta da frente e permanece para trás. Sam encontra uma van de vigilância do lado de fora na chuva. Dentro da van, Sam encontra Peyton e a resgata. De volta à casa, Brady passa por cima do corpo coberto de Jeff para sair pela porta dos fundos. No quintal, Brady encontra o corpo real de Jeff. Brady percebe que o Sr. Lee trocou de lugar com Jeff e se escondeu na casa. O Sr. Lee pega Brady desprevenido e o ataca.
Sam pede ajuda a Peyton enquanto ele procura Brady. Sam segue os gritos de Peyton até o quintal. Um homem mascarado de repente ataca Sam e Sam o esfaqueia. O homem acabou sendo Brady, amarrado e amordaçado para parecer o Sr. Lee em uma máscara para que Sam o matasse por engano. Com Sam e Peyton derrotados, o Sr. Lee aparece e explica suas ações. Quando os quatro meninos ligaram para a Sra. Kolbein, ela deixou cair o telefone e não ouviu a revelação de que havia recebido uma pegadinha. Ainda convencida de que havia um intruso na casa, a Sra. Kolbein pegou uma arma e atirou acidentalmente em sua filha Izzy. Ao perceber o que ela tinha feito, a Sra. Kolbein se matou. Está implícito que a Sra. Kolbein e a jovem eram esposa e filha do Sr. Lee e ele queria vingar suas mortes. O Sr. Lee deixa Sam inconsciente.
Quando Sam acorda, ele encontra Peyton com um tiro na cabeça. Segurando uma faca em uma das mãos e uma arma na outra, Sam é preso pela polícia que chega ao local. O Sr. Lee incriminou Sam por matar Peyton e Brady por ciúme, assim como pelos outros assassinatos.
No epílogo, o Sr. Lee começa a ter como alvo um novo brincalhão adolescente.

## Elenco
- Gregg Sulkin como Sam Fuller
- Garrett Clayton como Brady Mannion
- Sienna Guillory como senhora Kolbein
- Bella Dayne como Peyton Greer
- Jack Brett Anderson como Jeff Mosley
- Parker Sawyers como senhor Lee
- Edward Killingback como Roy
- Robert Goodman como Larry
- Chris Wilson como oficial de polícia

## Recepção
Rotten Tomatoes reportou um índice de aprovação de 25%, com uma classificação média de 3,91/10 baseado em 16 opiniões.